# Malteška kuščarica
Malteška kuščarica (znanstveno ime Podarcis filfolensis) je vrsta kuščarjev iz družine kuščaric (Lacertidae). Najdemo jo v Italiji (na Pelagijskih otokih) in v skupini otokov, ki pripadajo Malti. Njeni naravni habitati so mediteransko grmičasto rastje, kamnite obale, skalnata območja, njive, pašniki in podeželski vrtovi. 

## P. filfolensisna Malti
Na Malteških otokih obstajajo štiri endemične podvrste malteške kuščarice. 

### Podarcis filfolensisssp.maltensis
To podvrsto najdemo na treh glavnih otokih: Malti, Gozo in Comino. Običajno je zelenkaste barve in včasih ima pege.

### Podarcis filfolensisssp.filfolensis
Ta podvrsta je endemit iz majhnega otoka Filfla tik ob obali Malte. Je največja od štirih podvrst in je črnkaste barve z modrikastimi lisami.

### Podarcis filfolensisssp.kieselbači
Ta podvrsta je endemit na otoku Selmunett, sicer znan kot Otok svetega Pavla. Barve se zelo razlikujejo, lahko so rjavi, sivi itd. z oranžnim trebuhom in majhnimi črnimi lisami. Populacija je leta 2005 izumrla.

### Podarcis filfolensisssp.generalensis
Ta podvrsta je endemit za Fungus Rock (Il-Ġebla tal-Ġeneral) na zahodni obali otoka Gozo. Ima rdečkast trebuh in modrikaste boke.

## Druge podvrste
Peta podvrsta naj bi živela na otoku Cominotto/Kemunett, še ena podvrsta, Podarcis filfolensis ssp. laurentimulleri, pa se pojavlja na italijanskih otokih Linosa in Lampione.

## Značilnosti in vedenje
Za razliko od samcev, ki so svetle barve, imajo mladi samci in samice rjavkasto obarvanost. Malteška kuščarica se običajno prehranjuje z majhnimi žuželkam, kot so mravlje ali termiti. 
Samci kažejo teritorialno vedenje. Ko drugi samci vstopijo na njegovo ozemlje, se napihne in dvigne glavo. Podobno vedenje se opazi, ko privabljajo samice. Parjenje poteka spomladi. Eno ali dve jajci izvalijo kmalu zatem, ležejo med junijem in sredino avgusta. 